# Fabriksoftware
Fabriksoftware ist eine Fachzeitschrift, die vom Berliner GITO Verlag publiziert wurde.

## Charakter
Die Zeitschrift richtete sich an Fach- und Führungskräfte. Sie  informierte über Möglichkeiten zur Verbesserung industrieller Fabrikprozesse durch Software, Technologien und aktuelle Verfahren und Methoden. Dabei wurden alle Stufen der Automatisierungspyramide – von der Unternehmens- bis zur Feldebene – betrachtet. Herausgeber waren Norbert Gronau, der den Lehrstuhl für Wirtschaftsinformatik, insbesondere Prozesse und Systeme an der Universität Potsdam innehat und Wissenschaftlicher Direktor des Zentrums Industrie 4.0 Potsdam ist, sowie Bernd Scholz-Reiter, Rektor der Universität Bremen.
Ende 2021 wurde die Zeitschrift zugunsten eines Relaunches in Factory Innovation umbenannt.

## Geschichte
Die Zeitschrift Fabriksoftware hatte in ihrer Geschichte verschiedene Titel:
| Jahrgang | Jahr          | Titel                   | ISSN      | SCOPUS gelistet |
| -------- | ------------- | ----------------------- | --------- | --------------- |
| 1-14     | 1996 bis 2009 | PPS Management          | 1434-2308 | -               |
| 14-20    | 2009 bis 2014 | productivITy Management | 1868-8519 | ja              |
| 21-23    | 2015 bis 2018 | productivITy            | 2364-737X | ja              |
| 24ff.    | seit 2019     | Fabriksoftware          | 2569-7692 | -               |
| 1        | seit 2021     | Factory Innovation      | 2749-7593 | -               |

## Themen
Die Printausgabe der Zeitschrift erschien viermal im Jahr und fokussierte jeweils ein Schwerpunktthema, an denen sich alle Beiträge einer Ausgabe orientieren. Die Auflage der Zeitschrift betrug bis zu 5368 Stück. Die Verbreitung der Fabriksoftware erfolgte insbesondere im deutschsprachigen Raum (Deutschland, Österreich, Schweiz). Fabriksoftware war Medienpartner  nationaler und internationaler Fachmessen.
Wesentliches Element der Zeitschrift waren die Fachbeiträge, die von Experten aus Praxis und Wissenschaft verfasst werden und von der Redaktion für die Veröffentlichung bearbeitet wurden. Regelmäßig erschienen zudem Marktübersichten zu  Soft- und Hardware. Weitere Formate sind Interviews, Nachrichten, eine Sonderseite des Zentrums Industrie 4.0 Potsdam und Kolumnen. Jede Ausgabe enthielt zudem ein „Aktuelles Stichwort“, das sich kritisch mit dem Schwerpunktthema auseinandersetzt.
Seit 2015 wurde die Printausgabe durch das Online-Angebot www.fabriksoftware.info ergänzt. Das Portal erhielt monatlich bis zu 193505 Hits und 11.931 Visits. Die durchschnittliche Verweildauer betrug 4,1 Minuten.
Fabriksoftware richtete  2018 bis 2020 gemeinsam mit dem Zentrum Industrie 4.0 Potsdam den Wettbewerb Fabriksoftware des Jahres aus.